# Brulleia nigra
Brulleia nigra är en stekelart som beskrevs av Van Achterberg 1983. Brulleia nigra ingår i släktet Brulleia och familjen bracksteklar. Inga underarter finns listade.